# 察格氏交替单胞菌
察格氏交替单胞菌（学名：Alteromonas tagae）是交替单胞菌属的下属物种。此物种是一种革兰氏阴性、异养、好氧、运动性、过氧化氢酶阳性、不形成孢子且嗜温的杆状细菌。此物种用单极鞭毛运动。此物种最早从台湾台南二仁溪口采集的水样中分离出来。